# Soriba Kouyaté
Soriba Kouyaté (Dakar, 23 december 1963 – Parijs, 13 oktober 2010) was een koraspeler.
Kouyaté werd geboren in een familie van griots. Hij kreeg les van zijn vader Mamadou Kouyaté en speelde met musici als Youssou N'Dour, Salif Keïta, Peter Gabriel, Dizzy Gillespie, Harry Belafonte, Diana Ross en Ray Lema. Ook maakte hij enige tijd deel uit van het Kora Jazz Trio, als opvolger van Djeli Moussa Diawara.
Kouyaté overleed op 46-jarige leeftijd in een Parijs ziekenhuis na een hartstilstand.

## Discografie[6]
- Djigui (1995)
- Kanakassi (1999)
- Bamana (2001)
- Spirits Of Rhythm (2002), gast
- Live in Montreux (2003)

- Bibliothèque nationale de France: cb141946022 (data)
- Gemeinsame Normdatei: 135255139
- International Standard Name Identifier: 0000 0000 5838 938X
- MusicBrainz: 2cdfecc2-08a5-41af-8b93-7798ca3be0cd
- Virtual International Authority File: 80062938
- WorldCat: E39PBJht9xx63VgMKvrrjRDcyd